# Jagel
Jagel település Németországban, Schleswig-Holstein tartományban. Lakosainak száma 994 fő (2023. december 31.). Jagel Lottorf és Selk községekkel határos.

## Népesség
A település népességének változása:
| Lakosok száma | 719  | 935  | 962  | 959  | 974  | 994  |
|               | 1975 | 2017 | 2019 | 2021 | 2022 | 2023 |